# Азидирующий полимер
Азидирующий полимер — ионообменная смола на основе Амберлита IR-400, содержащая в качестве противоионов азид-ионы. Азидирующий полимер используется в реакциях нуклеофильного замещения для замещения атомов галогена и тозилатных групп на азидные группы.

## Получение
Азидирующий полимер получают из Амберлита IR-400. Для этого его предварительно промывают диметилформамидом, метанолом и водой. Затем смолу промывают двумя объёмами 20 %-го раствора азида натрия и отмывают деионизованной водой до отрицательной реакции промывных вод с нитратом серебра. Наконец, из смолы удаляют воду путём промывки её 30 %-ым метанолом, 60 %-ым метанолом, чистым метанолом, смесью метанола и диэтилового эфира (1:1), чистым эфиром. Вместо эфира можно использовать тот растворитель, который далее планируется использовать для реакции. Полимер сушат в вакууме при комнатной температуре.
{\displaystyle {\mathsf {P\!\!-\!\!NR_{3}^{+}Cl^{-}{\xrightarrow[{}]{NaN_{3}}}P\!\!-\!\!NR_{3}^{+}N_{3}^{-}}}}

## Применение
Азидирующий полимер применяют для замещения атомов галогена и тозилатных групп на азидные по реакции нуклеофильного замещения. Для этого его добавляют к раствору субстрата в хлористом метилене или другом растворителе, перемешивают в течение нескольких часов, жидкость фильтруют и упаривают, получая целевой азид. Среди субстратов наиболее быстро реагируют иодиды, затем бромиды, затем тозилаты и только затем хлориды. Замещению способствуют полярные растворители (ацетонитрил, диметилформамид).